# 歌川国満 (2代目)
二代目 歌川国満（にだいめ うたがわ くにみつ、生没年不詳）とは、江戸時代の浮世絵師。

## 来歴
二代目歌川国綱（二代目歌川国輝）の前名かとされるが定かではない。一蘭斎と号し安政頃に活動している。作品に安政6年（1859年）に版行された大判3枚続の「義経十九臣之図」が知られ、「一蘭斎国満画」の落款がある。